# Möbeldesign

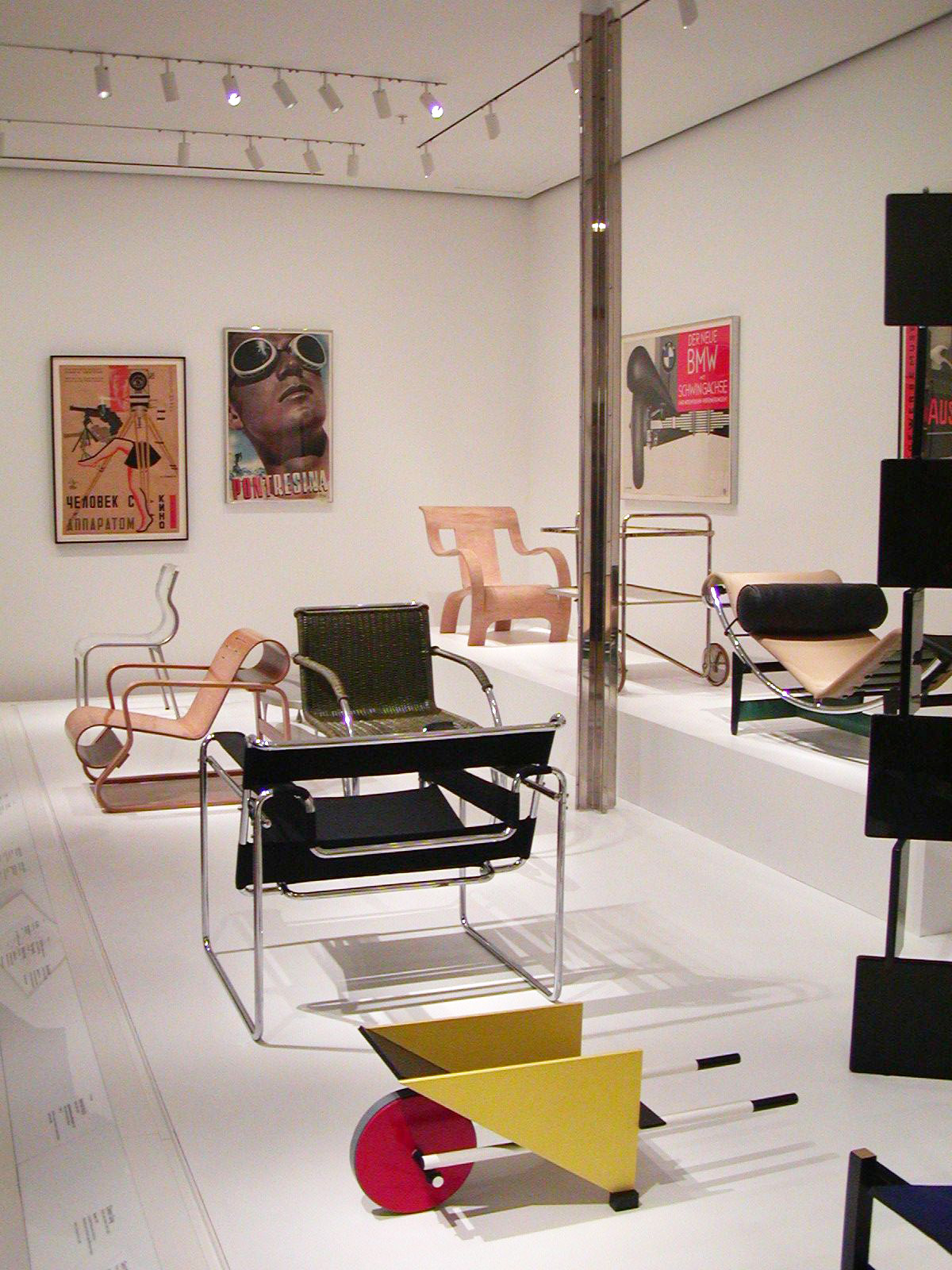
Möbel verschiedener Designer, ausgestellt im MOMA, New York

Unter Möbeldesign versteht man den Bereich des Produktdesigns, der sich mit dem Entwurf von Möbeln beschäftigt.
Möbeldesign umfasst die Gestaltung unterschiedlichster Einrichtungsgegenstände. Die Intention eines Möbeldesigners ist es, das gesamte Mobiliar nach funktionalen, ästhetischen und benutzertauglichen Aspekten zu entwerfen. Eingebettet in einen künstlerischen Rahmen, richtet sich diese Design-Disziplin nach allgemeinen Trends und Modethemen, bzw. versucht Vorgaben für neue Trends oder einen Stilwandel zu liefern. Möbel entwerfen ist ein dynamischer Prozess, der die Bereiche Forschung und Entwicklung genauso einschließt wie den Werdegang vom Prototyp bis hin zum fertigen Einrichtungsgegenstand.

## Geschichte des Möbeldesigns

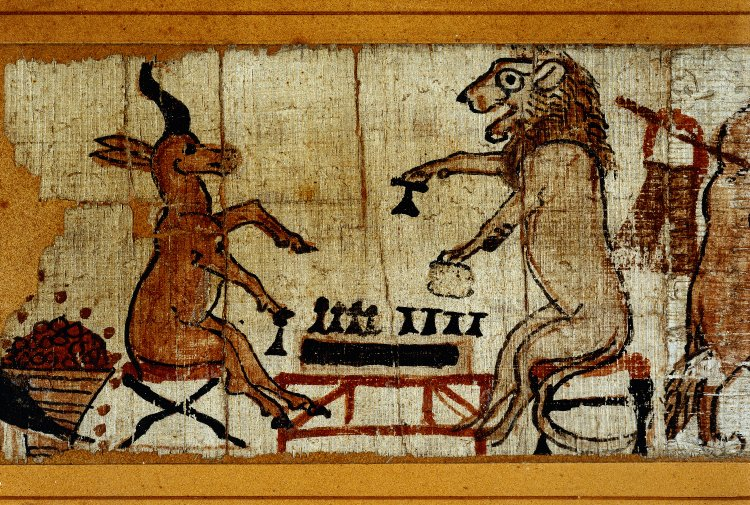
Scherenhocker, Spieltisch und Hocker auf einem ägyptischen Papyrus, 1250–1150 BC

Als erste Möbelstücke entstanden wohl Bett und Truhe. Auf diese folgten dann einfache Möbel wie Stuhl, Tisch und Schreibpult. Bis ins Mittelalter und in die Renaissance war die Möblierung spärlich und vor allem Schlössern und Klöstern vorbehalten. Bis Häuser und Wohnungen als möbliert gelten konnten, dauerte es aber noch einige Jahrhunderte.

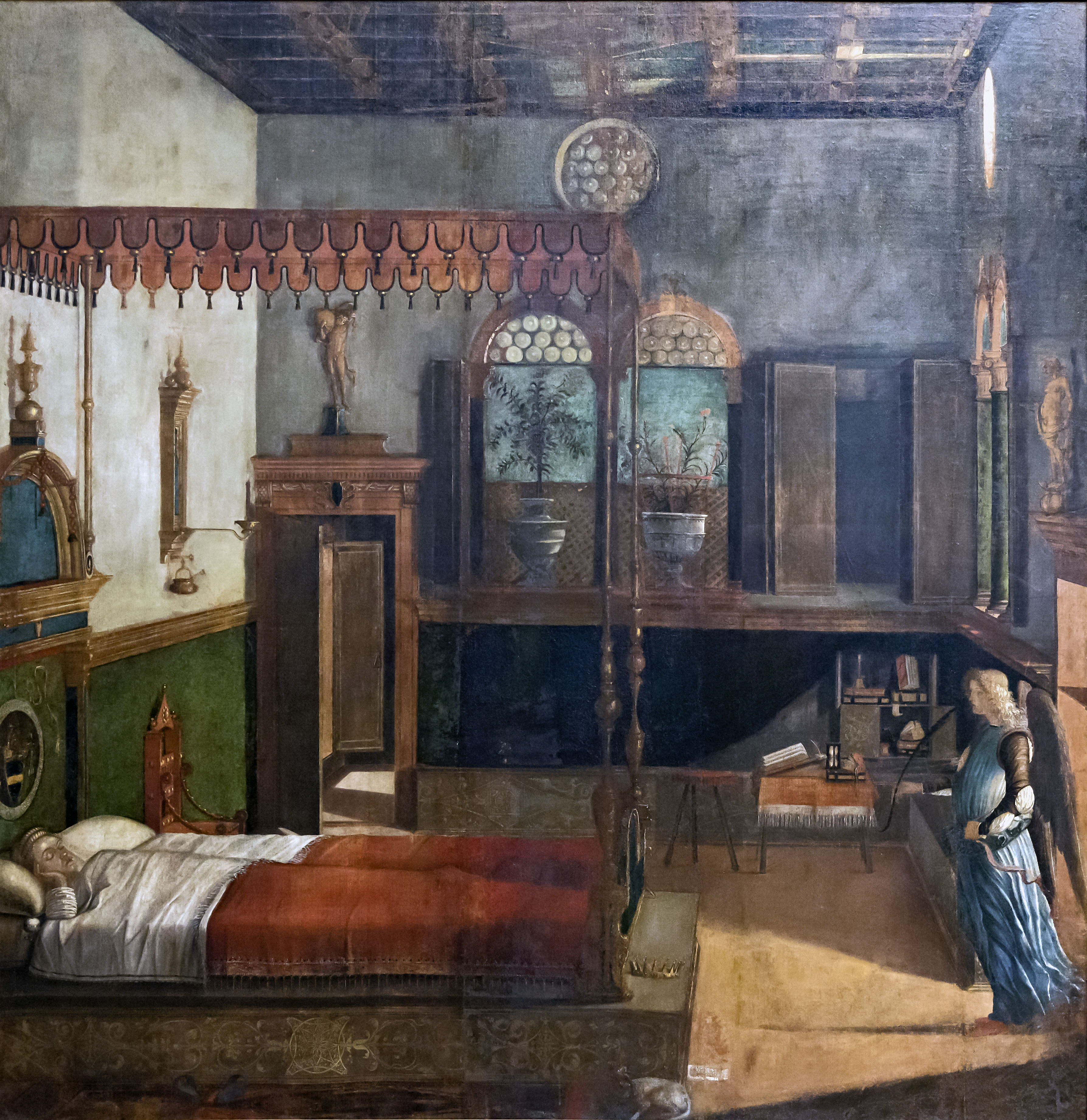
Venezianischer Wohn- und Schlafraum mit Bett, Tisch, Hocker und eingebautem Schrank und Regal, 1495

Die Spezialisierung auf die Gestaltung von Möbeln reicht bis in die Zeit der Manufakturen des 17. Jahrhunderts zurück. Impulse zur Erneuerung und Perfektion von Innenausstattungen im Allgemeinen und insbesondere von Möbeln für den Gebrauch der Höfe gingen ab Mitte des 17. Jahrhunderts von Frankreich aus. Das zwischen 1662 und 1667 während der Regierung von Heinrich von Navarra begonnene Programm zur Erneuerung und Zentralisierung des Handwerks und der Künste wurde durch Jean-Baptiste Colbert fortgesetzt. 1662 wurde die  Manufacture Royale des Tapisseries et des Meubles de la Couronne gegründet, die eine Reihe weiterer vergleichbarer Institutionen zur Folge hatte. Erster Direktor der Manufacture war der Hofmaler des Königs, Charles Le Brun, der zeitweise auch Direktor der Académie royale de peinture et de sculpture war. In Zusammenarbeit mit den durch Colbert gegründeten Kunst- und Wissenschaftsakademien wurde der barocke Repräsentationsstil Louis-quatorze entwickelt, der europaweit stilbildend wurde. Bis ins 18. Jahrhundert blieb Frankreich mit dem Louis-quinze- und Louis-seize-Stil bis hin zum Empire prägend für europäisches Möbeldesign. Herausragende Ebenisten und Möbelbauer des 18. Jahrhunderts waren die Deutschen Abraham und David Roentgen, die europaweit gefragt waren.
Neue Impulse kamen mit der Arts-and-Craft-Bewegung aus England, die zu Beginn des 19. Jahrhunderts aus eine Aufwertung des Kunsthandwerks propagierte, und deren Ideen von den Designern des Jugendstil aufgenommen und weiterentwickelt wurden. Unterrichtet wurde Möbeldesign in Deutschland ab dem 19. Jahrhundert vor allem an den Kunstgewerbeschulen.

## Ausbildung und Spezialisierung des Möbeldesigners
Gestalterische Berufe erfordern Fach- und Methodenwissen kombiniert mit produktionstechnischen und wirtschaftlichen Kenntnissen, sowie einen Sinn für Formen, Farben und Gestaltung.
Der Beruf des Möbeldesigners setzt Kenntnisse in Verfahrenstechnik, Möbelkonstruktionstechnik und Baustoffkunde voraus. Darüber hinaus legt eine akademische Ausbildung Wert auf eine kunstgeschichtliche Fundierung und eine soziale Bewertung.
Traditionell wurden Möbel von Schreinern gefertigt, dies änderte sich mit der Industrialisierung. Bereits bei Manufakturen gab es eigene Entwurfsabteilungen. Bei von Schreinern gefertigten Möbeln, spricht man trotz des Einsatzes industrieller Halbzeuge nicht von Design, sondern von Handwerk oder Kunsthandwerk.
Möbeldesigner hat es bis zur Mitte des 20. Jahrhunderts kaum gegeben, es waren zumeist vielseitige Designer und Architekten, die auch Möbel entwarfen, vereinzelt auch Ingenieure. Auf Möbeldesign spezialisierte Personen haben gegenwärtig in der Regel ein Hochschulstudium im Bereich der Innenarchitektur oder des Produktdesigns absolviert. Ein Quereinstieg über eine handwerkliche Ausbildung wie beispielsweise eine Schreinerlehre kommt vor.
Eine weitere Vertiefung und Spezialisierung sind Sitzmöbel. So entwarf Charles Eames zahlreiche Stühle insbesondere Büromöbel und Stefan Heiliger zahlreiche Polstermöbel und Sessel.